# 6e Legergroep (Japan)

Oorlogsvlag van het Keizerlijke Japanse leger.

De Zesde Legergroep (Japans: 第6方面軍,  dairokuhōmengun) was een legergroep van het Japanse Keizerlijke Leger. Deze legergroep werd opgericht op 25 augustus 1944 en werd ingezet  in Centraal-China als onderdeel van het Japans expeditieleger in China. Bij zijn overgave in augustus 1945 bevond de legergroep zich in de omgeving van de  Chinese stad Hankou (Wuhan). 

## Overzicht
- Oprichting: 25 augustus 1944
- Operatiegebied: Centraal-China, het  gebied tussen  de Jangtsekiang en de Gele Rivier.
- Onderdeel van het Japans expeditieleger in China

## Commandanten
- 25 augustus 1944– 22 november 1944: generaal Yasuji Okamura
- 22 november 1944– einde van de oorlog: generaal Okabe Naosaburo

## Structuur van de legergroep aan het einde van de oorlog
- 11e Leger
  - 58e divisie
  - 22e Zelfstandig gemengde brigade
  - 88e Zelfstandig gemengde brigade
- 20e Leger
  - 64e divisie
  - 68e divisie
  - 116e divisie
  - 81e Zelfstandig gemengde brigade
  - 82e Zelfstandig gemengde brigade
  - 86e Zelfstandig gemengde brigade
  - 87e Zelfstandig gemengde brigade
- 132e divisie
- 17e Zelfstandig gemengde brigade
- 83e Zelfstandig gemengde brigade
- 84e Zelfstandig gemengde brigade
- 85e Zelfstandig gemengde brigade
- 5e Zelfstandige infanteriebrigade
- 7e Zelfstandige infanteriebrigade
- 12e Zelfstandige infanteriebrigade